# チェスターFC
チェスター・フットボール・クラブ（Chester Football Club）はイングランド北西部、チェシャー州、チェスターを本拠地としているサッカークラブチームである。2017-2018シーズンは5部相当のカンファレンス・ナショナルに所属している。

## 歴史
1885年にチェスター・シティF.Cとして発足。1931-32シーズンにフットボールリーグに参入した。
1999-2000シーズンに初のカンファレンス・ナショナル(5部)降格。その後フットボールリーグ2(4部)に復帰したが2008-09シーズンに再びカンファレンスに降格した。翌2009-10シーズンにチームは解散した。
2010年にチェスターFCとして新たに設立された。
前身のチェスター・シティFCの最高成績は1977-78シーズンに3部リーグ5位。チェスターFC設立後はまだフットボールリーグへの復帰は果たせていない。

## ライバルチーム
- リーグ1(3部相当)

ストックポート・カウンティFC
トレンメア・ローヴァーズFC
- リーグ2(4部相当)

クルー・アレクサンドラFC
- カンファレンス・ナショナル(5部相当)

レクサムFC

## タイトル

### 国内タイトル
- ノーザンプレミアリーグ・プレミアディヴィジョン:1回
  - 2011-2012
- フットボール・カンファレンス：1回
  - 2003-04
- チェシャー・カウンティ・リーグ：3回
  - 1921-22, 1925-26, 1926-27
- ウェルシュカップ：3回
  - 1908, 1933, 1947

### 国際タイトル
なし

## 歴代所属選手
- イアン・ラッシュ 1979-1980
- リー・ディクソン 1984-1985
- ジュニオール・アゴゴ 1999
- イアイン・ターナー 2004
- クレイグ・リンドフィールド 2013-2014
- ダニー・ヒギンボザム 2013-2014